# Elisa Cella
Elisa Cella (née le 4 juin 1982  à Prato) est une joueuse italienne de volley-ball. Elle mesure 1,86 m et joue au poste de réceptionneuse-attaquante. Elle totalise 6 sélections en équipe d'Italie.

## Clubs
| Club                      | Pays    | De        | À         |
| ------------------------- | ------- | --------- | --------- |
| Sestese Volley            | Italie  | 1996-1997 | 1996-1997 |
| Robur Pallavolo Scandicci | Italie  | 1997-1998 | 1997-1998 |
| Sestese Volley            | Italie  | 1998-1999 | 1999-2000 |
| Volley Vicenza            | Italie  | 2000-2001 | 2000-2001 |
| Volley 2002 Forlì         | Italie  | 2001-2002 | 2002-2003 |
| Pallavolo Corridonia      | Italie  | 2003-2004 | 2003-2004 |
| Start Volley Arzano       | Italie  | 2004-2005 | 2005-2006 |
| Pieralisi Volley          | Italie  | 2006-2007 | 2007-2008 |
| River Volley Piacenza     | Italie  | jan 2008  | mai 2008  |
| Sassuolo Volley           | Italie  | 2008-2009 | 2008-2009 |
| Aprilia Volley            | Italie  | 2009-2010 | 2009-2010 |
| Parme Volley Girls        | Italie  | 2010-2011 | 2010-2011 |
| River Volley Piacenza     | Italie  | 2011-2012 | 2011-2012 |
| Bielsko-Biała             | Pologne | 2012-2013 | 2012-2013 |
| Béziers Volley            | France  | 2013-2014 | …         |

## Palmarès

### Équipe nationale
- Championnat d'Europe des moins de 20 ans
  - Vainqueur : 1998.
- Championnat d'Europe
  - Finaliste :  2005.
- Grand Prix mondial
  - Finaliste :  2005.

### Clubs
- Coupe de la CEV
  - Vainqueur : 2001.